# Robert Charlebois avec Louise Forestier
Pour les articles homonymes, voir Lindberg.
Albums de Robert Charlebois
Robert Charlebois
(1967) Québec Love
(1969)
Robert Charlebois avec Louise Forestier est le quatrième album musical, souvent désigné sous le nom Lindberg, publié par Robert Charlebois, en partie enregistré en duo avec Louise Forestier et paru en 1968. 

## Histoire de l'album
En 1967, Robert Charlebois a commencé à enregistrer trois albums. Il fait un voyage initiatique en Californie. De retour à Montréal, il crée le titre Lindberg, avec le poète Claude Péloquin.
L'intitulé de ce titre est souvent donné à son quatrième album, enregistré en 1968, notamment en France. Il en est l'une des chansons-phare, interprétée avec Louise Forestier.

## Fiche technique

### Liste des chansons
Toutes les musiques sont composées par Robert Charlebois.
| 1. | California (avec Louise Forestier)             | Robert Charlebois | 3:25 |
| 2. | La Marche du président (avec Louise Forestier) | Gilles Vigneault  | 4:30 |
| 3. | Lindberg (avec Louise Forestier)               | Claude Péloquin   | 5:25 |
| 4. | CPR Blues (avec Louise Forestier)              | Claude Péloquin   | 4:05 |
| 5. | Joe Finger Ledoux                              | Robert Charlebois | 2:40 |

| 6. | Egg Generation | Marcel Sabourin   | 2:40 |
| 7. | Engagement     | Marcel Sabourin   | 7:20 |
| 8. | Dolorès        | Robert Charlebois | 4:25 |
| 9. | Long Flight    | Robert Charlebois | 4:55 |

### Musiciens
- Robert Charlebois – guitare, piano, chant
- Louise Forestier – chant (morceaux 1–4)
- Philippe Gagnon – violon
- Michel Robidoux – guitare

Avec le Quatuor du Nouveau Jazz Libre du Québec :
- Yves Charbonneau – trompette
- Jean Préfontaine – saxophone ténor
- Maurice Richard – basse électrique, contrebasse
- Guy Thouin – batterie, percussions

### Production
- Arrangements – Michel Robidoux, Quatuor du Nouveau Jazz Libre du Québec (morceaux 1–4)
- Production et mixage – André Perry
- Conception graphique – Robert Barbeau
- Photos – Robert Poly